# Tailai
Tailai (en chino, 泰来; pinyin, Tàilái) es un condado  bajo la administración directa de la Prefectura Qiqihar en la Provincia de Heilongjiang, República Popular China.  Su área es de 3917 km² y su población total para 2010 superó los 330 mil habitantes. 

## Administración
Desde julio de 2020, el  Condado Tailai se divide en 9 pueblos que se administran en 7 poblados y 2  villas étnicas. 